# Тилли, Тереза
Тере́за Ти́лли (англ. Theresa Tilly), имя при рождении — Тере́за Мэ́ри Кэ́трин Се́йферт (англ. Theresa Mary Catherine Seyferth; 6 ноября 1953, Детройт, Мичиган, США) — американская актриса, комедиантка, кинопродюсер и танцовщица.

## Биография
Тереза Мэри Кэтрин Сейферт родилась 6 ноября 1953 года в Детройте (штат Мичиган, США).
Дебютировала в кино в 1981 году под псевдонимом Сара Йорк, сыграв роль Шелли в фильме «Зловещие мертвецы». Всего Тилли сыграла более чем в сотне фильмов, телесериалов, пьес и рекламных роликов. В 2007 году спродюсировала два короткометражных фильма по мотивам «Зловещих мертвецов». В 2016 году сыграла роль Анны Уинтерс в фильме «Американская басня», за которую получила премию на кинофестивале «Indie Memphis Film Festival». Также выступала в стенд-апе в своём родном Детройте. Выступала в качестве танцовщицы в Лас-Вегасе у певца Пола Ликрисио и группы «His Many Moods».

## Избранная фильмография
| Год  |   | Русское название      | Оригинальное название     | Роль                                     |
| ---- | - | --------------------- | ------------------------- | ---------------------------------------- |
| 1981 | ф | Зловещие мертвецы     | The Evil Dead             | Шелли                                    |
| 2001 | с | Клиент всегда мёртв   | Six Feet Under            | представитель похоронного бюро в рекламе |
| 2013 | ф | Оз: Великий и ужасный | Oz the Great and Powerful | жительница Куодлинга                     |
| 2016 | ф | Американская басня    | American Fable            | Анна Уинтерс                             |